# R Serpentis
R Serpentis (R Ser / HD 141850 / HR 5894 / HIP 77615) és un estel variable a la constel·lació del Serpent, situada a 1,2º ESE de Beta Serpentis, en Serpens Caput. La seva variabilitat va ser descoberta per l'astrònom Karl Ludwig Harding en 1826, encara que ja figura en una carta estel·lar de Joseph Lepaute Dagelet de 1783.
R Serpentis és un estel variable Mira la magnitud aparent del qual varia entre +5,16 i +14,4 en un període de 356,41 dies. El mínim té lloc transcorregut el 59% del període després de la màxima lluentor; aquesta propietat és coneguda de vegades com a «fase» de 0,59. Com altres variables Mira, R Serpentis és una geganta vermella fosca, el tipus espectral de la qual varia de M6IIIe prop del màxim a M8IIIe prop del mínim. Aquest tipus de variables són estels polsants amb llargs períodes d'oscil·lació, que van des dels 80 fins als 1000 dies.
Encara que d'acord amb la nova reducció de les dades de paral·laxi del satèl·lit Hipparcos, R Serpentis s'hi troba a 682 anys llum del Sistema Solar, un altre estudi ofereix una distància molt major propera als 1500 anys llum. La mesura del seu diàmetre angular en banda V és de 16 mil·lisegons d'arc, si bé l'error en aquesta mesura és de gairebé el 50%; aquesta xifra, considerant que la distància a la qual s'hi troba és de 682 anys llum, permet avaluar de forma aproximada el seu radi, resultant ser unes 360 vegades més gran que el del Sol.